# Тубероза
Тубероза, или Полиантес клубненосный (лат. Polianthes tuberosa), — многолетнее растение рода Полиантес (Polianthes) подсемейства Агавовые (Agavoideae) семейства Спаржевые (Asparagaceae). Экстракты растения используются в парфюмерии.
Виды тесно связанного рода Манфреда часто также называются «тубероза».

## Название
Растение было названо по типу корневой системы (лат. tuberosa, что является производным от tuber — клубень).
Восточно-индийское название туберозы «Раткирани» переводится как «королева ночи». На хинди она называется «Rajnigandha» («Rajni» означает «царица», «gandha» — «аромат»). В Бангладеш её называют «Rojoni-Gondha», что означает «царица ароматов». В Бангалоре и других местах южной Индии тубероза известна как «Sugandaraja», что переводится как «король ароматов» или «король запахов». Также тубероза традиционно используется на Гавайях в свадебных празднованиях: гирляндами из тубероз украшают жениха и невесту, в Индии — сари невесты. В Таиланде она называется Son glin(ซ่อนกลิ่น), что переводится как «хранительница запаха»

## Ботаническое описание
Тубероза имеет вытянутые стебли длиной до 45 сантиметров, которые оканчиваются кистями ароматных белых цветов. Рядом с цветами растут длинные ярко-зелёные листья. Кроме того, сжатые листья растут вдоль стебля.

## Распространение
Родиной туберозы, как и других растений рода Полиантес, является Мексика. В Европу и Азию растение завезли в XVI веке. Когда-то тубероза росла в изобилии во французском Грасе, «столице духов», но теперь её можно встретить там только в садах. Теперь большую часть туберозы выращивают в Индии, как в виде срезанных цветов на продажу, так и для парфюмерной промышленности.

## История

### Применение у ацтеков
В произведении «Общая история дел Новой Испании» (1547—1577) Бернардино де Саагун, опираясь на сведения ацтеков о свойствах растений, привёл различные сведения о туберозе, в частности, о том, что:

Есть полевые очень душистые цветы, которые называются омишучитль. Их два вида: одни — белые, а другие — красные.

## Применение
Экстракт туберозы применяется в парфюмерной промышленности для производства духов, ароматических масел, курительных палочек и т. д. Запах туберозы можно описать как сложный, экзотичный, сладкий, цветочный. Добывают экстракт путём гексановой экстракции, при этом для добычи одного литра масла туберозы необходимо использовать примерно одну тонну цветов. Это делает масло туберозы одним из самых дорогих парфюмерных масел.